# Sophie Polkamp

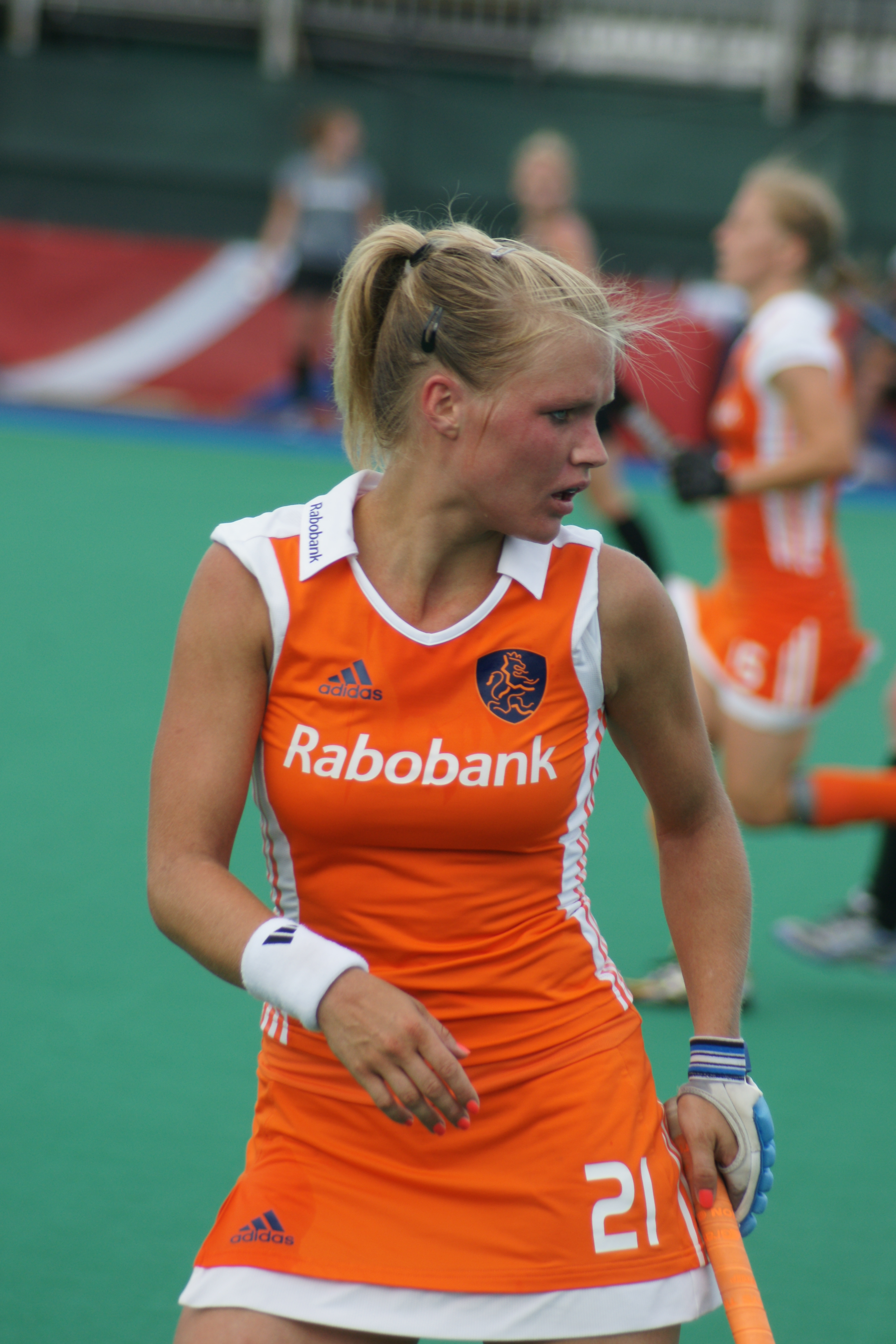
Sophie Polkamp (2009)

Sophie Polkamp (* 2. August 1984 in Groningen) ist eine niederländische Hockeyspielerin. Sie war Olympiasiegerin 2008 und 2012, Weltmeisterin 2006 sowie Europameisterin 2005, 2009 und 2011.

## Leben
Sophie Polkamp debütierte 2005 in der Nationalmannschaft. Die Verteidigerin bestritt bis 2012 127 Länderspiele.
Polkamps erstes großes Turnier war die Europameisterschaft 2005 in Dublin, bei der die Niederländerinnen den Titel mit einem 2:1-Finalsieg über die deutsche Mannschaft gewannen. 2006 fand in Madrid die Weltmeisterschaft statt. Die Niederländerinnen bezwangen im Halbfinale die Argentinierinnen mit 3:1, im Finale besiegten sie das australische Team ebenfalls mit 3:1. Bei der Europameisterschaft 2007 in Manchester erreichten die Niederländerinnen wie 2005 das Finale, unterlagen aber der deutschen Mannschaft mit 0:2. Bei den Olympischen Spielen 2008 in Peking gewannen die Niederländerinnen in der Vorrunde alle fünf Partien. Nach einem 5:2-Halbfinalsieg über die argentinische Mannschaft bezwangen sie im Finale die Chinesinnen mit 2:0.
2009 waren die Niederlande Gastgeberland der Europameisterschaft in Amstelveen. Im Finale trafen die Niederländerinnen wieder auf die deutsche Mannschaft und gewannen 3:2. Im Jahr darauf fand die Weltmeisterschaft 2010 in Rosario statt. Die Niederländerinnen gewannen ihre Vorrundengruppe vor der deutschen Mannschaft und bezwang im Halbfinale das englische Team nach Siebenmeterschießen. Im Finale unterlagen die Niederländerinnen den Argentinierinnen mit 1:3. 2011 bei der Europameisterschaft in Mönchengladbach gewannen die Niederländerinnen das Finale gegen die deutschen Damen mit 3:0. Im Jahr darauf bei den Olympischen Spielen 2012 in London siegten die Niederländerinnen in ihrer Vorrundengruppe vor den Britinnen. Nach einem Halbfinalsieg im Shootout nach Verlängerung gegen die neuseeländische Mannschaft bezwangen die Niederländerinnen im Finale die Argentinierinnen mit 2:0.